# Plagiomnium succulentum
Plagiomnium succulentum là một loài Rêu trong họ Mniaceae. Loài này được (Mitt.) T.J. Kop. mô tả khoa học đầu tiên năm 1968.